# همسایه دنا
همسایه دنا یک مجموعه تلویزیونی به کارگردانی حمید اکرمی و محصول سال ۱۳۹۰ است. همسایه دنا در صدا و سیمای مرکز کهگیلویه و بویراحمد تهیه و مراحل فیلمبرداری آن در شهر یاسوج انجام گرفته است. موضوع این مجموعه که با تم طنز آمیخته است، فرهنگ آپارتمان‌نشینی و اتفاقاتی است که در یک آپارتمان مسکونی رخ می‌دهد.
در این سریال بازیگرانی چون صدرالدین حجازی،رضا فیاضی و شراره رخام به ایفای نقش پرداخته‌اند. این سریال در ۱۳ قسمت ۴۰ دقیقه‌ای تهیه شده است.

## داستان مجموعه
توانا شهروند میان‌سال یاسوجی به تازگی خانه کلنگی خود را به آپارتمان نوساز و چهار طبقه‌ای تبدیل کرده است. او همراه با همسر و آخرین پسرش در طبقه همکف همین ساختمان زندگی می‌کنند. وی طبقه دوم و سوم را به دو تن از همشهریان فروخته و طبقه چهارم را برای آخرین پسرش نگه داشته است. از آنجا که چند سالی تا تشکیل زندگی مستقل برای پسر جوان فرصت باقیست، صاحب خانه تصمیم می‌گیرد طبقه چهارم را اجاره دهد. ماجرای سریال با اسباب کشی و ورود مستأجر جدید به این ساختمان آغاز می‌شود...